# Vitamina e Cura
Vitamina e Cura é um álbum do cantor Amado Batista, lançado pela Warner Music em 1986.Esse álbum chegou a vender mais de um milhão de cópias, recebendo o disco de platina por isso.

## Faixas
1. Vem Morena
2. O Fruto do Nosso Amor (Amor Perfeito)
3. Carta Sobre a Mesa
4. Casamento Forçado
5. Ausência
6. O Julgamento
7. Vitamina e Cura
8. Ah! Se Eu Pudesse
9. O Acidente
10. Nossa Casinha
11. Acorde Amor (8º Andar)
12. Desisto (Obrigado a Desistir)